# Pulszky Társaság – Magyar Múzeumi Egyesület
A Pulszky Társaság – Magyar Múzeumi Egyesület múzeumi szakembereket tömörítő szakmai civil szervezet, amely a múzeumok társadalmi elismertségének megőrzésért és emelésért tevékenykedik. Véleményt formál a múzeumügy egészét érintő kérdésekben, kezdeményezője és véleményezője az átfogó múzeumi fejlesztéseknek, a jogszabályi környezet alakításának. Díjaival a kiemelkedő szakmai teljesítményeket ismeri el. Folyóirata a Magyar Múzeumok. A Network of European Museum Organizations tagja.

## Történet
1987-től folyt eszmecsere arról, milyen formában kellene megszervezni a múzeumi területen dolgozók szakmai érdekképviseletét, melynek eredményeként 1990. október 3-án született szándéknyilatkozat a Társaság megalakításáról. Az alakuló ülést december 5-én a Magyar Természettudományi Múzeumban tartották. A Társaságot a Fővárosi Bíróság 1991. április 16-i dátummal vette nyilvántartásába.
1992-ben indult a Holland Múzeumi Szövetség és a Pulszky Társaság együttműködése, melyek keretében a következő tíz évben számtalan műhelymunka, workshop, szakmai találkozó zajlott le. A program keretében mintegy 100 magyar kolléga szerzett elméleti és gyakorlati tapasztalatokat a múzeummenedzsment témájában, melyek tanulságai jelentősen hozzájárultak a hazai múzeumi gondolkodás ezredforduló körüli megújulásához.
1995 őszén jelent meg negyedéves, nyomtatott lapként a Társaság folyóirata, Magyar Múzeumok címmel. 2009 januárjától a lap már csak online felületen működik, Magyar Múzeumok Online néven.
A Társaság 1995-ben indított vitát a hazai múzeumi etikai kódex elkészítéséről, melynek első eredményeként megjelent az ICOM Etikai Kódexének magyar fordítása, majd 2011-ben többfordulós szakmai egyeztetést követően elkészült a Múzeumi Etikai Kódex, és ezzel összefüggésben a Társaság Etikai Bizottságot is létrehozott. 
A holland-magyar múzeumi együttműködés hazai folytatásaként merült fel akkreditált szakmai továbbképzések indítása. 2012-ben a múzeumi interpretáció, a kiállítási módszertan fejlesztésére irányuló kezdeményezések hozták újra felszínre a továbbképzési programot. Vásárhelyi Tamás vezetésével került kidolgozásra a Látogató-központú kiállítás-értékelés című, 30 órás akkreditált szakmai továbbképzési program, amelyet az azóta eltelt években több tucat múzeumi munkatárs végzett el.

## Vezetőség
A Társaság elnökei: 
- 1991–1996: Szentléleky Tihamér
- 1996–1997: Éri István
- 1997–2007: Matskási István
- 2007–2011: Balázs György
- 2011–2019: Deme Péter
- 2019–: Bereczki Ibolya[5]

## Tevékenység

### Konferenciák és képzések
A Társaság a muzeális intézményekben dolgozók ön- és továbbképzésének elősegítése érdekében konferenciákat, szakmai napokat, workshopokat, külföldi tanulmányutakat és képzéseket szervez. Rendszeres, évente megrendezésre kerülő programjai a Társaság őszi egynapos konferenciája, az Országos Múzeumandragógia Konferencia és a Kismúzemi Tagozat Archiválva 2019. február 12-i dátummal a Wayback Machine-ben szakmai napja. 

#### A Társaság éves konferenciái
- 2011. november 17.: A fenntartható múzeum. A múzeum, mint kulturális és társadalmi erő
- 2012. november 15-16.: Határok feszegetése: innováció és a múzeumok jövője
- 2013. november 21-22.: Múzeumok és az aktív állampolgár[halott link]
- 2014. október 30.: Sikeres múzeumi menedzsment – megvalósult múzeumi fejlesztési projektek tükrében[halott link] (Az Óbudai Múzeummal közös szervezésben)
- 2015. november 26.: A Múzeum, mint turisztikai termék Archiválva 2019. február 7-i dátummal a Wayback Machine-ben (A Magyar Kereskedelmi és Vendéglátóipari Múzeummal közös szervezésben)
- 2016. április 15.: DigitStrat – Szakmai nap a digitalizálásról Archiválva 2019. február 7-i dátummal a Wayback Machine-ben
- 2016. október 17.: Szakmai nap az országos nagyrendezvények hasznáról és veszélyeiről Archiválva 2019. február 7-i dátummal a Wayback Machine-ben
- 2017. október 12.: A múzeumok és a szerzői jogok Archiválva 2019. február 7-i dátummal a Wayback Machine-ben
- 2018. október 19.: Gyűjteménymenedzsment a közösségi múzeumban Archiválva 2019. február 7-i dátummal a Wayback Machine-ben

## Kiadói tevékenység
A Társaság szakmai kiadványok megjelentetésével kiadói tevékenységet is folytat, kiadója a Magyar Múzeumok Online folyóiratnak, amely bemutatja a múzeumi programokat, kiállításokat és fórumot biztosít a szakmai vitáknak.

## Szakmai érdekképviselet
A Társaság a fenntartók kérésére végzi az intézményvezetői pályázatok szakmai bírálatát, részt vesz a szakterületet érintő jogszabálytervezetek véleményezésében. A szakmai érdekképviselet területén együttműködik más hazai múzeumi szervezetekkel, az Országos Közgyűjtemények Szövetségével Archiválva 2019. február 12-i dátummal a Wayback Machine-ben, a Magyar Vidéki Múzeumok Szövetségével és az ICOM Magyarországgal.

## Szakmai elismerések, díjak
A Társaság feladatának tekinti a kiemelkedő szakmai teljesítmények elismerését. Célja, hogy felhívja a figyelmet a szakterületükön jelentős tevékenységet végző múzeumi szakemberekre, az innovatív tevékenységet végző muzeális intézményekre és a közönségbarát megoldásokat alkalmazó kiállításokra. Évente adományozott díjai az egyéni, valamint a múzeumi közösségek, szakmai műhelyek munkáját egyaránt értékelik.
- Pulszky Ferenc-díj
- Pulszky Károly-díj
- Év Múzeuma díj
- Év Kiállítása díj
- Éri István-díj
- Poroszlai Ildikó-díj
- Balázsy Ágnes-díj